# Zij (nummer)
"Zij" is een nummer van de Nederlandse zanger Marco Borsato. Het nummer verscheen op zijn verzamelalbum Onderweg uit 2002. Op 11 mei van dat jaar werd het nummer uitgebracht als de tweede single van het album.

## Achtergrond
"Zij" is, in tegenstelling tot de meeste Borsato-hits tot op dat moment, een origineel nummer geschreven door John Ewbank en Han Kooreneef, in plaats van een cover van een Engels of Italiaans nummer. Het was een van de vijf nieuwe nummers die verscheen op Onderweg, het eerste verzamelalbum van Borsato, en was na Lopen op het water, een duet met Sita, de tweede single van het album.
In Nederland kwam "Zij" tot de elfde plaats in de Nederlandse Top 40 en de achtste plaats in de Mega Top 100, terwijl in Vlaanderen de twaalfde plaats in de Ultratop 50 werd behaald. Het was de laatste single van Borsato voorafgaand aan een reeks van negen opeenvolgende singles die de nummer 1-positie behaalden in de Top 40.
In "Zij" beschrijft de verteller de liefde voor zijn wederhelft, in zowel voor- als tegenspoed. In 2013 werd het door de luisteraars van het radiostation 100% NL uitgeroepen tot het meest romantische Nederlandstalige nummer. In de videoclip van het nummer probeert Borsato tijdens een concert zich door het publiek naar het podium te bewegen om te dansen met zijn geliefde. Uiteindelijk wordt hij door de rest van het publiek naar het podium gedragen door middel van crowdsurfen.

## Hitnoteringen

### Vlaamse Ultratop 50
| Hitnotering: 18-05-2002 t/m 17-08-2002 | Hitnotering: 18-05-2002 t/m 17-08-2002 | Hitnotering: 18-05-2002 t/m 17-08-2002 | Hitnotering: 18-05-2002 t/m 17-08-2002 | Hitnotering: 18-05-2002 t/m 17-08-2002 | Hitnotering: 18-05-2002 t/m 17-08-2002 | Hitnotering: 18-05-2002 t/m 17-08-2002 | Hitnotering: 18-05-2002 t/m 17-08-2002 | Hitnotering: 18-05-2002 t/m 17-08-2002 | Hitnotering: 18-05-2002 t/m 17-08-2002 | Hitnotering: 18-05-2002 t/m 17-08-2002 | Hitnotering: 18-05-2002 t/m 17-08-2002 | Hitnotering: 18-05-2002 t/m 17-08-2002 | Hitnotering: 18-05-2002 t/m 17-08-2002 | Hitnotering: 18-05-2002 t/m 17-08-2002 | Hitnotering: 18-05-2002 t/m 17-08-2002 |
| Week                                   | 1                                      | 2                                      | 3                                      | 4                                      | 5                                      | 6                                      | 7                                      | 8                                      | 9                                      | 10                                     | 11                                     | 12                                     | 13                                     | 14                                     |                                        |
| -------------------------------------- | -------------------------------------- | -------------------------------------- | -------------------------------------- | -------------------------------------- | -------------------------------------- | -------------------------------------- | -------------------------------------- | -------------------------------------- | -------------------------------------- | -------------------------------------- | -------------------------------------- | -------------------------------------- | -------------------------------------- | -------------------------------------- | -------------------------------------- |
| Positie                                | 23                                     | 20                                     | 15                                     | 12                                     | 12                                     | 14                                     | 18                                     | 17                                     | 17                                     | 20                                     | 25                                     | 28                                     | 35                                     | 45                                     | uit                                    |

### Nederlandse Top 40
| Hitnotering: 18-05-2002 t/m 24-08-2002 | Hitnotering: 18-05-2002 t/m 24-08-2002 | Hitnotering: 18-05-2002 t/m 24-08-2002 | Hitnotering: 18-05-2002 t/m 24-08-2002 | Hitnotering: 18-05-2002 t/m 24-08-2002 | Hitnotering: 18-05-2002 t/m 24-08-2002 | Hitnotering: 18-05-2002 t/m 24-08-2002 | Hitnotering: 18-05-2002 t/m 24-08-2002 | Hitnotering: 18-05-2002 t/m 24-08-2002 | Hitnotering: 18-05-2002 t/m 24-08-2002 | Hitnotering: 18-05-2002 t/m 24-08-2002 | Hitnotering: 18-05-2002 t/m 24-08-2002 | Hitnotering: 18-05-2002 t/m 24-08-2002 | Hitnotering: 18-05-2002 t/m 24-08-2002 | Hitnotering: 18-05-2002 t/m 24-08-2002 | Hitnotering: 18-05-2002 t/m 24-08-2002 | Hitnotering: 18-05-2002 t/m 24-08-2002 |
| Week                                   | 1                                      | 2                                      | 3                                      | 4                                      | 5                                      | 6                                      | 7                                      | 8                                      | 9                                      | 10                                     | 11                                     | 12                                     | 13                                     | 14                                     | 15                                     |                                        |
| -------------------------------------- | -------------------------------------- | -------------------------------------- | -------------------------------------- | -------------------------------------- | -------------------------------------- | -------------------------------------- | -------------------------------------- | -------------------------------------- | -------------------------------------- | -------------------------------------- | -------------------------------------- | -------------------------------------- | -------------------------------------- | -------------------------------------- | -------------------------------------- | -------------------------------------- |
| Nummer                                 | 15                                     | 14                                     | 11                                     | 15                                     | 14                                     | 17                                     | 22                                     | 24                                     | 25                                     | 25                                     | 25                                     | 27                                     | 29                                     | 27                                     | 39                                     | uit                                    |

### Mega Top 100
| Hitnotering: 11-05-2002 t/m 28-09-2002 | Hitnotering: 11-05-2002 t/m 28-09-2002 | Hitnotering: 11-05-2002 t/m 28-09-2002 | Hitnotering: 11-05-2002 t/m 28-09-2002 | Hitnotering: 11-05-2002 t/m 28-09-2002 | Hitnotering: 11-05-2002 t/m 28-09-2002 | Hitnotering: 11-05-2002 t/m 28-09-2002 | Hitnotering: 11-05-2002 t/m 28-09-2002 | Hitnotering: 11-05-2002 t/m 28-09-2002 | Hitnotering: 11-05-2002 t/m 28-09-2002 | Hitnotering: 11-05-2002 t/m 28-09-2002 | Hitnotering: 11-05-2002 t/m 28-09-2002 | Hitnotering: 11-05-2002 t/m 28-09-2002 | Hitnotering: 11-05-2002 t/m 28-09-2002 | Hitnotering: 11-05-2002 t/m 28-09-2002 | Hitnotering: 11-05-2002 t/m 28-09-2002 | Hitnotering: 11-05-2002 t/m 28-09-2002 | Hitnotering: 11-05-2002 t/m 28-09-2002 | Hitnotering: 11-05-2002 t/m 28-09-2002 | Hitnotering: 11-05-2002 t/m 28-09-2002 | Hitnotering: 11-05-2002 t/m 28-09-2002 | Hitnotering: 11-05-2002 t/m 28-09-2002 | Hitnotering: 11-05-2002 t/m 28-09-2002 |
| Week                                   | 1                                      | 2                                      | 3                                      | 4                                      | 5                                      | 6                                      | 7                                      | 8                                      | 9                                      | 10                                     | 11                                     | 12                                     | 13                                     | 14                                     | 15                                     | 16                                     | 17                                     | 18                                     | 19                                     | 20                                     | 21                                     |                                        |
| -------------------------------------- | -------------------------------------- | -------------------------------------- | -------------------------------------- | -------------------------------------- | -------------------------------------- | -------------------------------------- | -------------------------------------- | -------------------------------------- | -------------------------------------- | -------------------------------------- | -------------------------------------- | -------------------------------------- | -------------------------------------- | -------------------------------------- | -------------------------------------- | -------------------------------------- | -------------------------------------- | -------------------------------------- | -------------------------------------- | -------------------------------------- | -------------------------------------- | -------------------------------------- |
| Positie                                | 39                                     | 10                                     | 8                                      | 9                                      | 11                                     | 11                                     | 12                                     | 12                                     | 15                                     | 20                                     | 18                                     | 19                                     | 21                                     | 23                                     | 22                                     | 27                                     | 36                                     | 39                                     | 46                                     | 62                                     | 76                                     | uit                                    |

### NPO Radio 2 Top 2000
| Nummer met noteringen in de NPO Radio 2 Top 2000 | '12 | '13 | '14 | '15 | '16 | '17 | '18 | '19 | '20  | '21  | '22  | '23  | '24  |
| ------------------------------------------------ | --- | --- | --- | --- | --- | --- | --- | --- | ---- | ---- | ---- | ---- | ---- |
| Zij                                              | 538 | 557 | 644 | 511 | 815 | 959 | 740 | 763 | 1261 | 1649 | 1988 | 1495 | 1566 |

1. ↑  Een vetgedrukt getal geeft de hoogste notering aan.
2. ↑  2012 was het eerste jaar met een notering voor dit nummer.